# Microcamp
Microcamp é uma empresa brasileira fundada em 1977 que atua na área de educação com uma rede de escolas próprias e franqueadas nas quais são ministrados cursos de informática e de línguas no Brasil e em outros países.  A Microcamp fatura, em média, 200 milhões por ano.
Em março de 1995, inaugurou o Instituto Microcamp, um centro avançado de desenvolvimento de programas, material didático, treinamento e aperfeiçoamento de seus funcionários e franqueados. Em abril de 1996, a empresa instalou sua holding em Campinas, interior de São Paulo. A Microcamp é parceira oficial da Microsoft.

## Grupo
Fundada em 1977 com o nome de Flama Microinformática, a Microcamp foi a primeira escola de informática do Brasil.
Numa época em que no Brasil só existiam computadores de grande porte, e cursos para programadores, Eloy Tuffi, fundador da Microcamp, equipou sua escola com 12 micros CP 500 e TK 85. Chamou o irmão Elmo e seus amigos do Colégio Brasil, em São Paulo, para dar aulas para operadores. O empresário colocou um preço acessível e começou a se destacar no mercado. Só na primeira semana fez 300 matrículas.
Em 1981,  Eloy Tuffi, deixou os negócios para um sócio e transferiu-se para Campinas, onde o empreendimento ganhou identidade definitiva – MICROCAMP – sede e projeção internacional. Em Campinas, a primeira escola foi instalada no Largo do Rosário, tradicional praça do centro da cidade. O sucesso encorajou Eloy a montar a primeira filial Microcamp. Foi em 1986, em Ribeirão Preto.
Fizeram parte do Grupo as escolas ABC (American Brazilian Center), que ministram concomitantemente o ensino de língua inglesa e a McTech, escola de informática dedicado à plataforma Apple, inaugurada em 2012.
A MC Viagens e Turismo, a Fazenda MC e os restaurantes Red Angus deixaram de fazer parte do Grupo Microcamp em 2012. A rede atualmente possui 120 mil alunos e 65 unidades em 9 estados brasileiros. Em mais de 40 anos de mercado, já foram formados mais de dois milhões de alunos no Brasil e no exterior (Portugal, Espanha e Argentina).
Ao completar 30 anos em 2007, a Microcamp lançou o I Prêmio Microcamp de Jornalismo e Inclusão Digital, com o tema “Cidadania e Inclusão Digital”. A rede também pretende expandir os negócios para o exterior. Já possui uma unidade em funcionamento na Flórida, nos Estados Unidos, onde o foco é oferecer aulas de inglês e informática aos brasileiros que vivem na região, bem como à comunidade hispânica, que busca capacitação.
A segunda edição do Prêmio Microcamp de Jornalismo, aconteceu em 2011, cujo tema foi "Lixo Eletrônico e Destinação Correta". Premiou as melhores matérias jornalística que abordassem o tema, nas categorias: impressa, online e eletrônica.
Em 2019, a Microcamp voltou a apostar no modelo de franquias, com os nomes Smart e Academy, com sua primeira loja montada em Mogi das Cruzes, na Grande São Paulo.

## Prêmios
Em 2013, pelo 13º ano, a Microcamp recebeu o prêmio Marcas de Sucesso, promovido pela Rede Anhanguera de Comunicação (RAC), como a marca mais lembrada no ensino de informática. No mesmo ano, o presidente da Microcamp (empresa do Grupo MC) Eloy Tuffi, recebeu o Prêmio Cidade de Campinas, organizado pela Associação das Nações Unidas no Brasil (ANUBRA) e o Instituto Sustentar com o apoio da Prefeitura de Campinas e da OAB Campinas. O prêmio tem por finalidade homenagear as iniciativas pessoais, institucionais e organizacionais que, no ano de 2013 realizaram projetos, trabalhos e ações de grande relevância para a cidade.
Ainda em 2013, a Microcamp foi merecedora do Selo de Excelência em Franchising entregue pela Associação Brasileira de Franchising  para as melhores redes franqueadoras do país. A Microcamp foi agraciada com o este Selo até 2015. Após ficar três anos de fora, a empresa voltou a receber o Selo de Excelência em 2019.
Os 37 anos dedicados à capacitação de jovens na área de informática e inglês, também renderam ao presidente da Microcamp, Eloy Tuffi, a Medalha 9 de julho, em 2013. A entrega da medalha aconteceu no Monumento do Soldado Constitucionalista, localizado na entrada do Cemitério da Saudade, em Campinas.
No ano de 2012, Eloy Tuffi recebeu a medalha “Cinquentenário das Foças de Paz do Brasil”. É uma homenagem que a Associação Brasileira das Forças Internacionais de Paz da ONU concede a personalidades militares e civis, que com seu trabalho e ações enaltecem a Pátria e contribuem para a paz.
Em 2020 a Microcamp é indicada ao prêmio Reclame Aqui 2020 por bom atendimento ao cliente. Em 2020 Saiu a lista das empresas indicadas ao prêmio Reclame Aqui 2020 e mais uma vez, a Microcamp está entre as indicadas na categoria Educação – Escolas e Cursos.  O prêmio surgiu há 10 anos como reconhecimento às empresas que fazem um bom atendimento ao consumidor.  Com o tempo, acabou se consolidando como a maior premiação de atendimento do Brasil.

## Controvérsias
Em 2005 foi a empresa do setor de serviços privados que mais recebeu reclamações no Procon do estado de São Paulo, com 46 reclamações de 4 unidades, sendo 22 apenas na unidade de Tatuapé, sendo alvo de várias acusações entre de seus alunos em várias regiões do estado de São Paulo.
Em março de 2013, o órgão de defesa do consumidor do estado de São Paulo (Procon-SP) suspendeu durante 15 dias, a oferta e a venda de cursos da empresa Microcamp, de acordo com comunicado da entidade, as inúmeras reclamações recebidas levaram o Procon-SP a constatar que a empresa em questão adota práticas comerciais desleais, caracterizadas por abordagens enganosas, na maneira como oferece seus cursos. Segundo a nota, a Microcamp fornece falsas “promessas” de bolsas e “garante” aos seus alunos uma colocação no mercado de trabalho. Estas expectativas, contudo, não são cumpridas pela empresa. Ainda de acordo com o comunicado, outras práticas danosas como falta de informação sobre o teor do contrato, alteração unilateral do início e término das aulas, além da cobrança de agressivas multas contratuais e a oferta abusiva de cartão de crédito para financiamento dos cursos também foram constatadas e foram usadas como fundamentos na decisão do Procon. Para coibir essas práticas, a Microcamp irá instalar sistema de monitoramento no departamento de telemarketing e vendas.